# Cytokinese

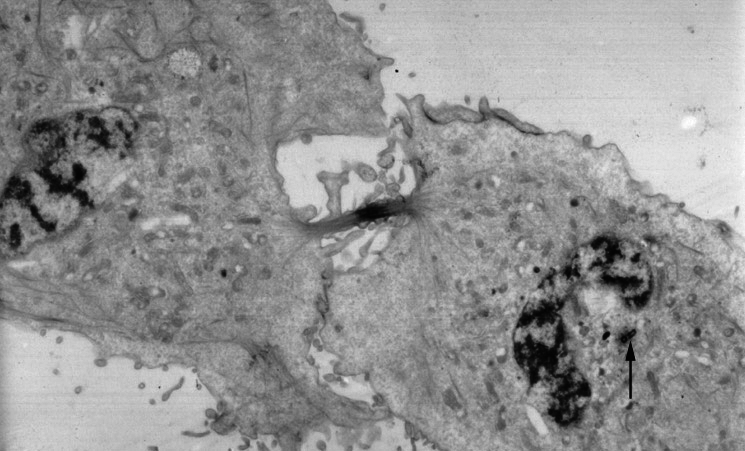
Een elektronenmicroscopische afbeelding van een delende dierlijke cel; de mitose is voltooid en de celdeling en cytokinese zijn bijna voltooid. De pijl wijst de plaats aan waar bij een van de celkernen een centrosoom nog zichtbaar is.

Cytokinese is de deling van het cytoplasma van een cel en is geen onderdeel van de kerndeling (mitose en meiose). 
De cytokinese is een proces dat tijdens de celdeling plaatsvindt. Aan het begin van de cytokinese bevindt er zich in de twee verschillende polen van de cel een identieke hoeveelheid erfelijk materiaal.
Ook de verschillende celorganellen zijn evenredig verdeeld tussen de twee polen. Het resultaat van de cytokinese zijn normaliter twee identieke dochtercellen.
Plantencellen en dierlijke hebben twee verschillende technieken voor cytokinese.
Als cytokinese niet plaats vindt zorgt dit ervoor dat er een cel met twee cel kernen ontstaat.

## Dierlijke cellen
Een contractiele ring van myosine II en actinefilamenten trekt het celmembraan plaatselijk naar binnen toe waardoor de cel ingesnoerd wordt. Er ontstaan twee dochtercellen die elk één nucleus hebben.

## Plantencellen
Bij plantencellen is insnoering niet mogelijk door aanwezigheid van de celwand. Bovendien maken planten geen actine. In plantencellen rangschikken zich na de telofase in het equatoriale vlak van de oudercel een soort blaasjes met celwandmateriaal (vooral pectine). De blaasjes zijn door een membraan omgeven en ze zijn afkomstig uit het endoplasmatisch reticulum en het golgi-systeem. De blaasjes versmelten met elkaar en vormen een dunne plaat (de celplaat) van celwandmateriaal, die door het membraan omgeven blijft. De celplaat groeit naar alle kanten uit, als er meer blaasjes mee versmelten en de omhullende membranen versmelten ten slotte tot een geheel. Zo worden twee dochtercellen gevormd. De celplaat vormt de middenlamel, waartegen door de dochtercellen van beide kanten cellulose wordt afgezet: de primaire celwand ontstaat. 